# Piekło (województwo podkarpackie)
Piekło – osada w Polsce położona w województwie podkarpackim, w powiecie przeworskim, w gminie Tryńcza, w sołectwie Gniewczyna Łańcucka.
W latach 1975–1998 osada położona była w województwie przemyskim.
Piekło jest położone na północno-zachodnim krańcu Gniewczyny Łańcuckiej, obok Zawisłocza Wielkiego. Piekło obejmuje 5 domów.